# Știubeieni, Rîșcani
Știubeieni este un sat din cadrul comunei Vasileuți din raionul Rîșcani, Republica Moldova.

## Demografie

### Structura etnică
Structura etnică a satului conform recensământului populației din 2004:
| Grup etnic         | Populație | % Procentaj |
| ------------------ | --------- | ----------- |
| Ucraineni          | 406       | 91,24%      |
| Moldoveni / Români | 27        | 6,06%       |
| Ruși               | 6         | 1,35%       |
| Găgăuzi            | 4         | 0,9%        |
| Alții              | 2         | 0,45%       |
| Total              | 445       | 100%        |